# Уолтон, Роб
Сэмюэль Робсон «Роб» Уолтон (англ. Samuel Robson "Rob" Walton; род. 27 октября 1944, Талса) — американский миллиардер, наследник американской компании, управляющей крупнейшей в мире сетью оптовой и розничной торговли Walmart. Являлся председателем совета директоров «Walmart» с 1992 по 2015 год. По состоянию на ноябрь 2022 года его состояние оценивалось в 65,7 млрд долларов США, что ставит его на 18-е место среди самых богатых людей в мире по версии Bloomberg.